# Denisse López
Denisse López Sing (Mexicali, Baja California, México, 12 de diciembre de 1976) es psicóloga y gimnasta artística retirada mexicana.
Fue la primera mujer mexicana que llegó a la final en unos Juegos Olímpicos en la disciplina de gimnasia artística. 

## Trayectoria Deportiva
Participó en su primer competencia de gimnasia en 1984 y su primer experiencia internacional fue en la Copa de Puerto Rico de 1987, en donde obtuvo el tercer lugar en manos libres.
Asistió a los Juegos Centroamericanos de 1990 y 1993 y también participó en los Campeonatos Mundiales de Gimnasia de 1992 y 1992. Durante el Festival Olímpico Mexicano de 1992 logró una puntuación de 10 en la disciplina de salto.
Durante su participación en los Juegos Mundiales Universitarios de 1997, obtuvo el cuarto lugar en ejercicio de piso y  una medalla de oro en salto de caballo.
Participó en dos Juegos Olímpicos. En los Juegos Olímpicos de Barcelona 1992, compitió en gimnasia artística dentro de las pruebas de all around y en aparato, donde consiguió el quincuagésimo lugar en el salto de caballo.En los Juegos Olímpicos Sídney 2000,  logró el séptimo lugar en la final de salto de caballo. 

## Palmarés
| Año  | Lugar             | Medalla           | Prueba           | Competición                             |
| ---- | ----------------- | ----------------- | ---------------- | --------------------------------------- |
| 1987 | Puerto Rico       | Medalla de bronce | Manos libres     | Copa Mundial de Puerto Rico             |
| 1992 | Barcelona, España | 7° lugar          | Salto de caballo | Juegos Olímpicos de Barcelona 1992      |
| 1997 | Sicilia, Italia   | 4° lugar          | Piso             | Juegos Mundiales Universitarios de 1997 |
| 1997 | Sicilia, Italia   | Medalla de oro    | Salto de caballo | Juegos Mundiales Universitarios de 1997 |
| 2000 | Sídney, Australia | 7° lugar          | Salto de caballo | Juegos Olímpicos de Sídney 2000         |

## Premios y reconocimientos
Desde el 2004 forma parte de la primera generación de deportistas que ingresan al salón de la fama de Mexicali.